# Barrow Island (Western Australia)
 For alternative betydninger, se Barrow Island. (Se også artikler, som begynder med Barrow Island)
Barrow Island er en 202 km² stor subtropisk ø 50 km nordvest fra kysten af Western Australia.

## Historie
Phillip Parker King navngav øen i 1816, selvom talrige navigatører havde noteret dens eksistens siden 1600.
I 1954 blev der fundet olie på øen og de første boringer blev etableret i 1964. Der er nu 400 oliebrønde på øen og felterne er Australiens ledende olieproducerende område. Felterne strækker sig til det omkringliggende lavvande, samt øerne i umiddelbar nærhed. Gasbrønde er også mangfoldige i området.
Øen er ikke åben for offentligheden og der kræves særlig tilladelse til at besøge den. Energiselskabet Chevron (og dets datterselskaber) har delvis råderet over Barrow Island, under stramme krav dikteret af en aftale mellem firmaet og Western Australias regionale regering. Aftalen understreger vigtigheden af at opretholde beskyttelsen af flora og fauna på øen og pålægger firmaerne ansvar for en drift, der er i harmoni med den skrøbelige og unikke natur. 